# Батирівська сільська рада
Бати́рівська сільська рада (рос. Батыровский сельский совет) — муніципальне утворення у складі Аургазинського району Башкортостану, Росія. Адміністративний центр — село Куєзбашево.

## Населення
Населення — 1915 осіб (2019, 2237 в 2010, 2328 в 2002).

## Склад
До складу поселення входять такі населені пункти:
| Населений пункт          | Населення, осіб (2002) | Населення, осіб (2010) |
| ------------------------ | ---------------------- | ---------------------- |
| Івановка, присілок       | 60                     | 83                     |
| Князевка, присілок       | 31                     | 28                     |
| Куєзбашево, село         | 596                    | 618                    |
| Мустафино, присілок      | 503                    | 432                    |
| Ніколаєвка, присілок     | 31                     | 25                     |
| Новоадзітарово, присілок | 407                    | 372                    |
| Новоітікеєво, присілок   | 419                    | 425                    |
| Новомустафино, присілок  | 64                     | 49                     |
| Сабанчі, присілок        | 9                      | 8                      |
| Староітікеєво, присілок  | 208                    | 197                    |